# Atletisme als Jocs Olímpics d'Estiu de 1932 - 50 km marxa masculina
Els 50 km marxa masculina va ser una de les proves del programa d'atletisme disputades durant els Jocs Olímpics d'Estiu de Los Angeles de 1932. La prova es va disputar el 3 d'agost de 1932 i hi van prendre part 15 atletes de 10 nacions diferents. Fou la primera vegada que es disputà aquesta distància. La competició fou guanyada per Thomas William Green.

## Medallistes
| Or                | Plata              | Bronze                |
| Tommy Green (GBR) | Jānis Daliņš (LAT) | Ugo Frigerio (Itàlia) |

## Horari
| Data                       | Hora  | Ronda |
| -------------------------- | ----- | ----- |
| dimecres 3 d'agost de 1932 | 14:30 | Final |

## Resultats
| Pos. | Atleta             | Nació        | Temps   | Notes |
| ---- | ------------------ | ------------ | ------- | ----- |
| 1    | Tommy Green        | Regne Unit   | 4:50:10 | OR    |
| 2    | Jānis Daliņš       | Letònia      | 4:57:20 |       |
| 3    | Ugo Frigerio       | Itàlia       | 4:59:06 |       |
| 4    | Karl Hähnel        | Alemanya     | 5:06:06 |       |
| 5    | Ettore Rivolta     | Itàlia       | 5:07:39 |       |
| 6    | Paul Sievert       | Alemanya     | 5:16:41 |       |
| 7    | Henri Quintric     | França       | 5:27:25 |       |
| 8    | Ernest Crosbie     | Estats Units | 5:28:02 |       |
| 9    | Bill Chisholm      | Estats Units | 5:51:00 |       |
| 10   | Alfred Maasik      | Estònia      | 6:19:00 |       |
|      | Henry Cieman       | Canadà       |         | DNF   |
|      | John Moralis       | Grècia       |         | DNF   |
|      | Francesco Pretti   | Itàlia       |         | DNF   |
|      | Arthur Tell Schwab | Suïssa       |         | DNF   |
|      | Harry Hinkel       | Estats Units |         | DNF   |